# Fragment d'estàtua d'un personatge togat
Fragment d'una estàtua d'un personatge masculí amb toga és una estàtua que es conserva a monestir de Sant Pere de Galligants, la seu gironina del Museu d'Arqueologia de Catalunya. Forma part de la col·lecció permanent del museu i es pot veure a la nau dreta de l'església de Sant Pere de Galligants.

## Descripció
Li manquen més de la meitat superior i la part dels peus. Sobresurt el treball dels plecs de la toga. A la part inferior hom hi pot veure un recipient cilíndric, en el qual és possible distingir la tanca i les corretges de suspensió. És una capsa, una caixa destinada a contenir i transportar documents i escrits enrotllats (volumina). L'estàtua es pot atribuir a un personatge públic de la ciutat. Segurament devia estar situada en un espai públic, carrer o plaça, de la ciutat.

## Història

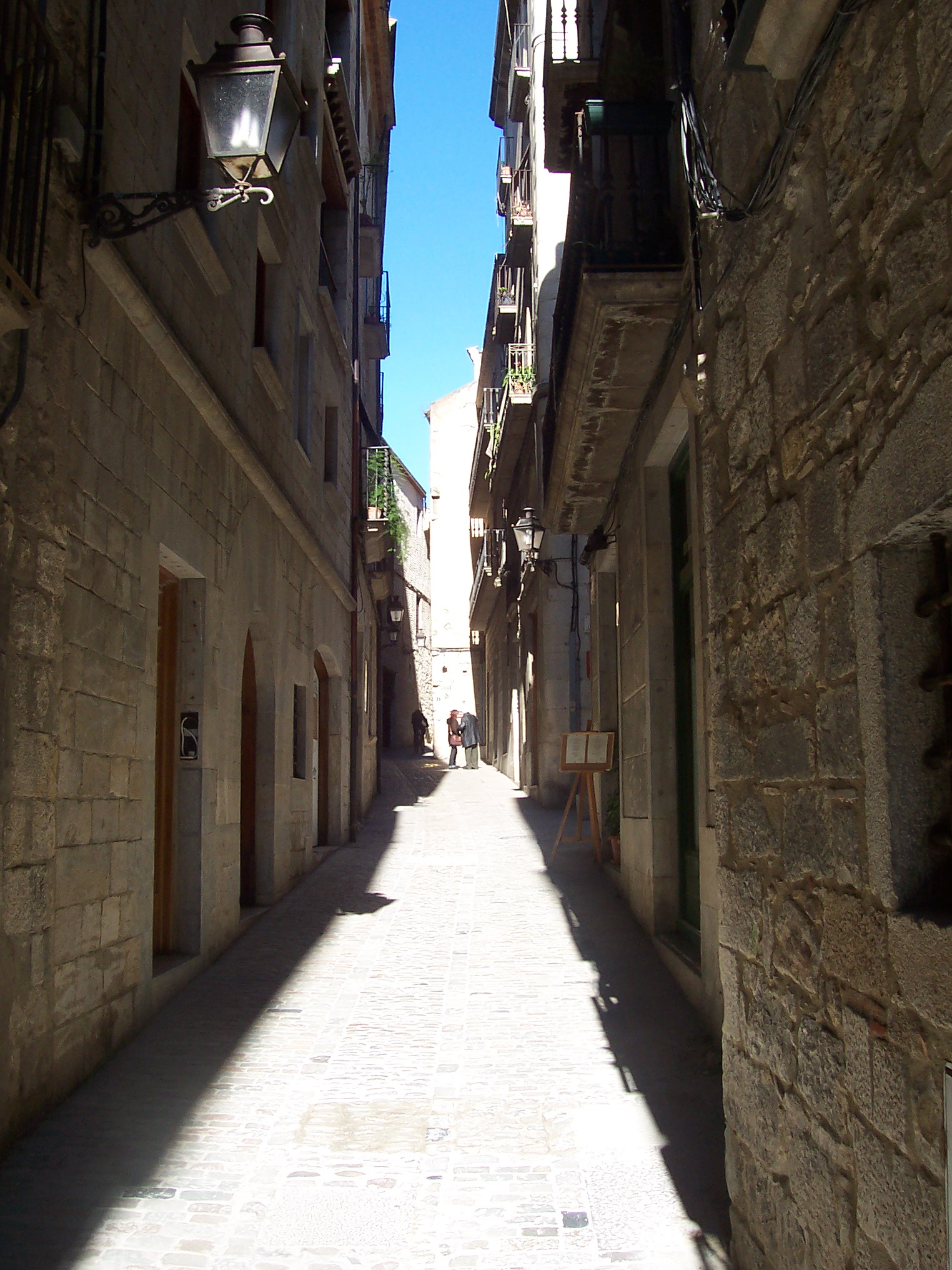
Carrer de la Força, al Call de Girona, antic barri jueu.

Aquesta peça de factura excepcional és el millor fragment d'estàtua conservat de la Gerunda romana. Es va localitzar en una data no precisada, però segurament cap a 1870, en una casa del carrer de la Força, al Call de Girona, a pocs metres de la torre i del portal sud de la muralla situat al començament del carrer, a l'actual plaça del Correu Vell.
La torre era la presó vella. Quan es va enderrocar aquest tram de fortificació el mes de març de l'any 1857, es va posar al descobert la fonamentació d'una de les torres laterals quadrangulars de la porta meridional de la muralla de la ciutat romana de Gerunda. Cal destacar, a més, que es van recuperar diversos fragments escultòrics i arquitectònics romans de gran valor arqueològic, entre els quals un cap masculí i un fragment de fris de pedra sorrenca que decorava la porta, exposats conjuntament amb aquest fragment escultòric.